# Medaglia commemorativa dell'esercito cecoslovacco all'estero
La medaglia commemorativa dell'esercito cecoslovacco all'estero è stata una medaglia assegnata a tutti i membri dell'esercito cecoslovacco all'estero e conferita ai membri degli eserciti alleati che hanno partecipato ai combattimenti in Cecoslovacchia durante la seconda guerra mondiale.

## Storia
La medaglia commemorativa venne istituita dal governo della Cecoslovacchia in esilio a Londra il 15 ottobre 1943 per i militari che hanno reso servizio durante la seconda guerra mondiale.
In conformità con il regolamento datato 12 febbraio 1945 e, successivamente il 1 marzo 1946, venne assegnata a tutto il personale militare che ha prestato servizio in unità militari cecoslovacche all'estero nel periodo 1939-1940, compreso, il periodo di servizio negli eserciti di altri stati, fino alla ricostituzione dell'esercito cecoslovacco.
tale onorificenza veniva assegnata anche ai cittadini stranieri che hanno preso parte alla lotta per la libertà della Repubblica cecoslovacca e a coloro che hanno servito in unità militari cecoslovacche all'estero per almeno due mesi.

## Descrizione
La medaglia è in bronzo. Realizzato a forma di ghirlanda di foglie di tiglio con un diametro di 38 mm.
Sulla corona è sovrapposta una spada larga 48 mm di lunghezza con la punta rivolta verso il basso; al posto della sua sovrapposizione sulla corona c'è un piccolo stemma della Cecoslovacchia in nichel.
Il rovescio della corona reca l'iscrizione ČESKOSLOVENSKÁ ARMÁDA V ZAHRANIČÍ (esercito cecoslovacco all'estero) e nella parte inferiore - la data 1939-1945.
La medaglia aveva una unica classe, mentre sulla barretta venivano posizionati quattro tipi di sovrapposizioni, a seconda del luogo in cui si erano formate le unità militari cecoslovacche e dove avevano preso parte alle ostilità (era possibile combinare più sovrapposizioni contemporaneamente).
Le sovrapposizioni avevano le seguenti iscrizioni:
- Unione Sovietica
- Francia
- Gran Bretagna
- Medio Oriente

La medaglia venne coniata in bronzo e il design venne realizzato da Spink and Son Ltd. Londra.